# Leucopogon macrocarpus
Leucopogon macrocarpus är en ljungväxtart som beskrevs av Schlechter. Leucopogon macrocarpus ingår i släktet Leucopogon och familjen ljungväxter. Utöver nominatformen finns också underarten L. m. breviloba.